# طاهر آوا

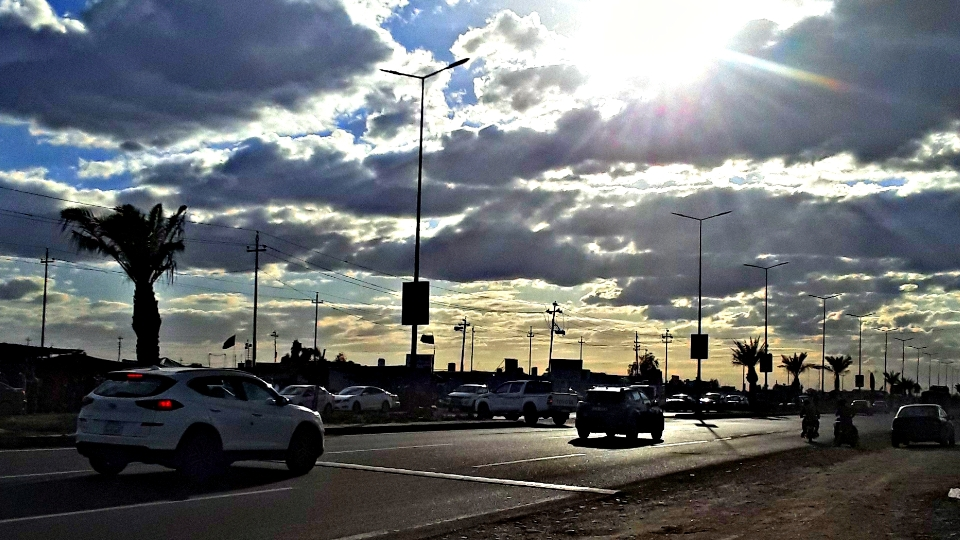
طهراوه طريق دولي

طاهر آوا (أو طهراوه)، بلدة عراقية شبكية تقع شرق مدينة الـموصل ضمن حدود محافظة نينوى الإدارية. سمتها كوكل بطاهر آوا وفي حقيقة انها مقاطعة رقم 55 متمثلة بقرية طهراوه. غالبية سكانها من الشبك 
كما يسكن في مجمعاتها بعض من التركمان حالياً  وبنسبة قليلة جداً من العرب، وتضم. أربعة أجزاء وهي متمثلة بطهراوه التي تعتبر جزء الاقدم من بلدة و مركز الجغرافي لـمقاطعة رقم 55 و قرية موفقيه و مجمع الغدير السكني و مجمع الزهراء

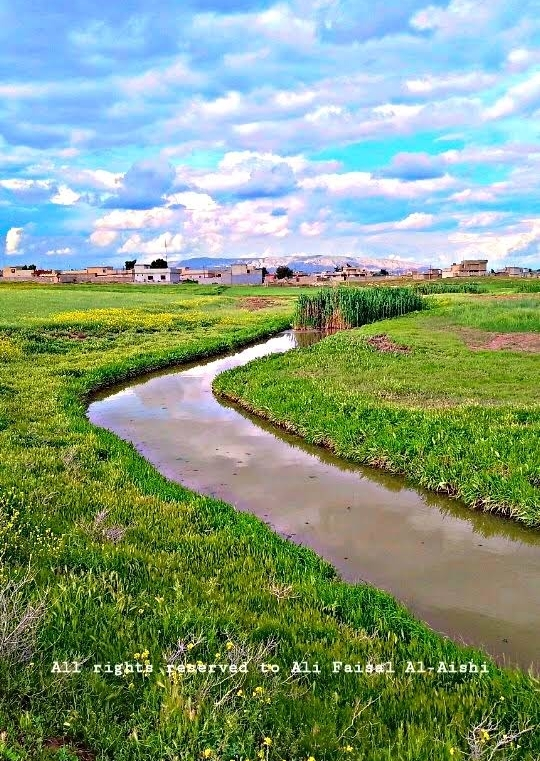
صورة طهراوه في شتاء

كانت طهراوة جزءا من ولاية الـموصل التي كانت إحدى ولايات الدولة العثمانية، و بعد عام 1987، تم تهجير اغلب الأهلي الاسباب قومية . ولجأ أهالي طهراوة جميعهم إلى مختلف مدن العراق بعد احتلالها من قبل تنظيم الدولة الإسلامية (داعش) بتاريخ 6 أغسطس 2014. وبقت طهراوة تحت احتلال تنظيم الدولة الإسلامية (داعش) إلى 24 أكتوبر 2016 بعد معركة الـموصل حيث بدأ أهالي طهراوة بالرجوع إليها شيئا فشيئا.

## الزراعة

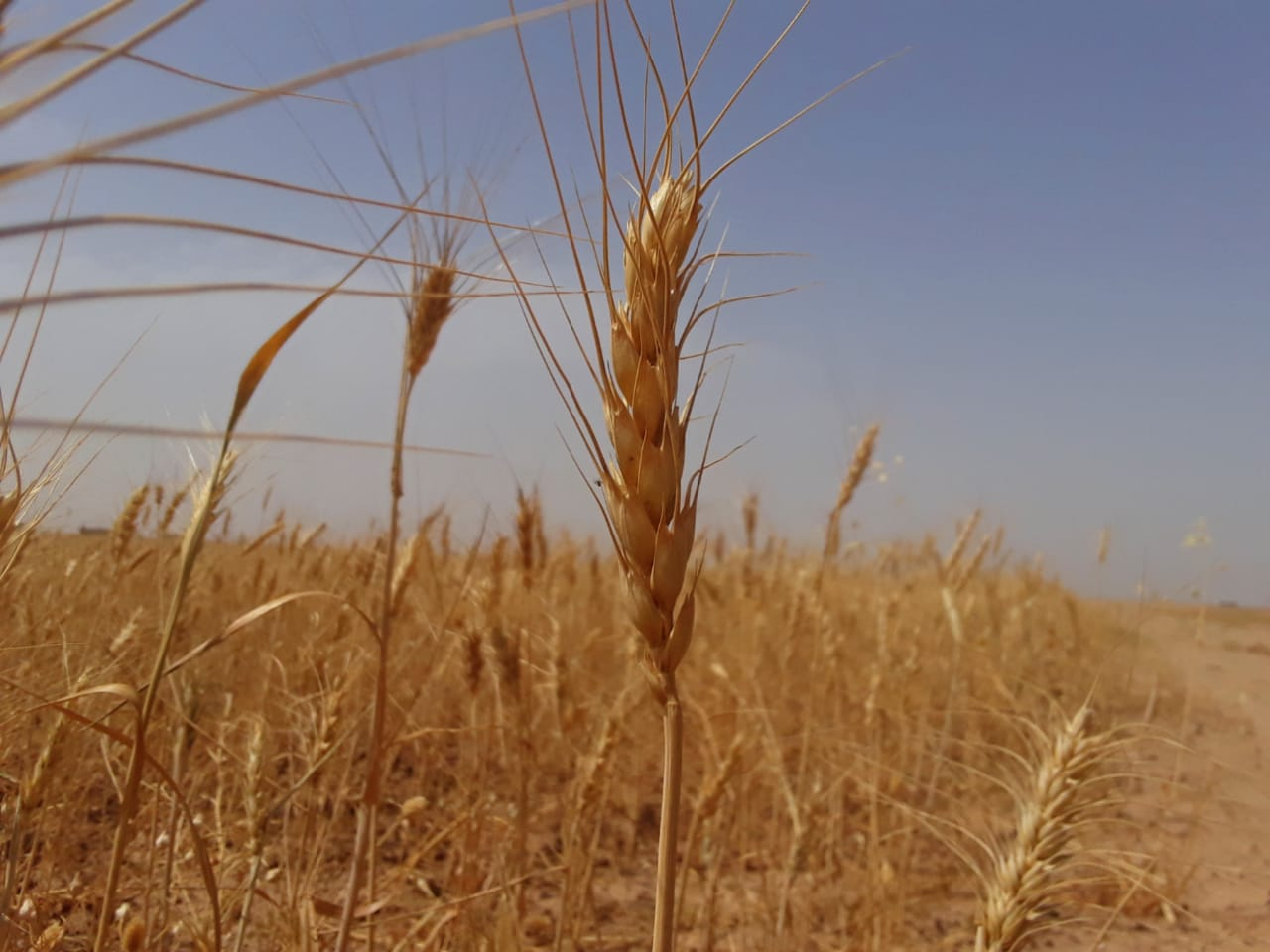
محصول حنطة في طهراوه

منذُ ما عرف طهراوه عرف زراعة فيها، تعد طهراوه من مناطق الواسعة للزراعة في سهل نينوى تشتهر بزراعة الحنطة و الشعير ، و منها بزراعة الصيفية منها ترعوز و البطيع والبصل وغيرها. ولكن مع مرور الزمن تدهور الزراعة شيئا فشيئا حتى وصل إلى شبه انعدام الزراعة الصيفية و قلت الـمساحات الزراعية الشتوية بسبب التغيرات الـمناخ و توسع السكاني على حساب الـمساحات الزراعية و إنشاء الـمجمعات السكنية في 2006 لاستقبال النازحين الفارين من خطر تنظيم دولة داعش الارهابي في موصل متجهين إلى سهل نينوى، وحتى الان يوجد توسع السكاني على حساب الـمساحات الزراعية بشكل رهيب .

## العشائر طهراوة
- العيشي (سلطان العيشي)
- البو جعفر
- ال حسين
- البو البهار
- البو بك

## أهم المعالم الاثرية

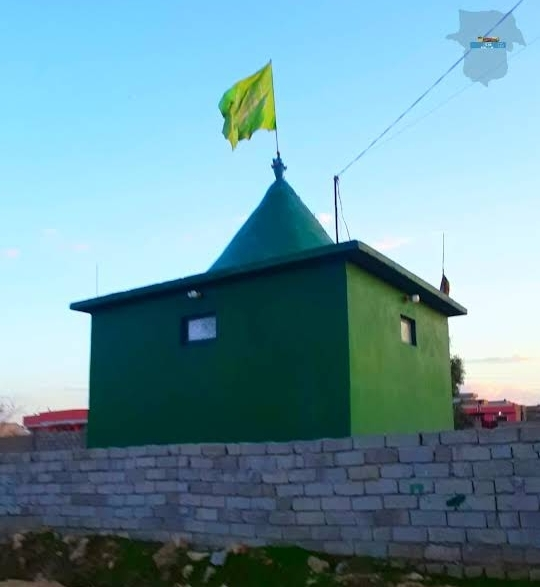
- مزار بير داوود

- مزار بير داوود

- تكيه سيد تقي
- تل باقله تبه الاثري
- تل قلي سیاو الاثري
- تل حجي حمزه الاثري
- تل نايله الاثري
- تلال رحو الاثري

## مساجد وجوامع والحسينيات

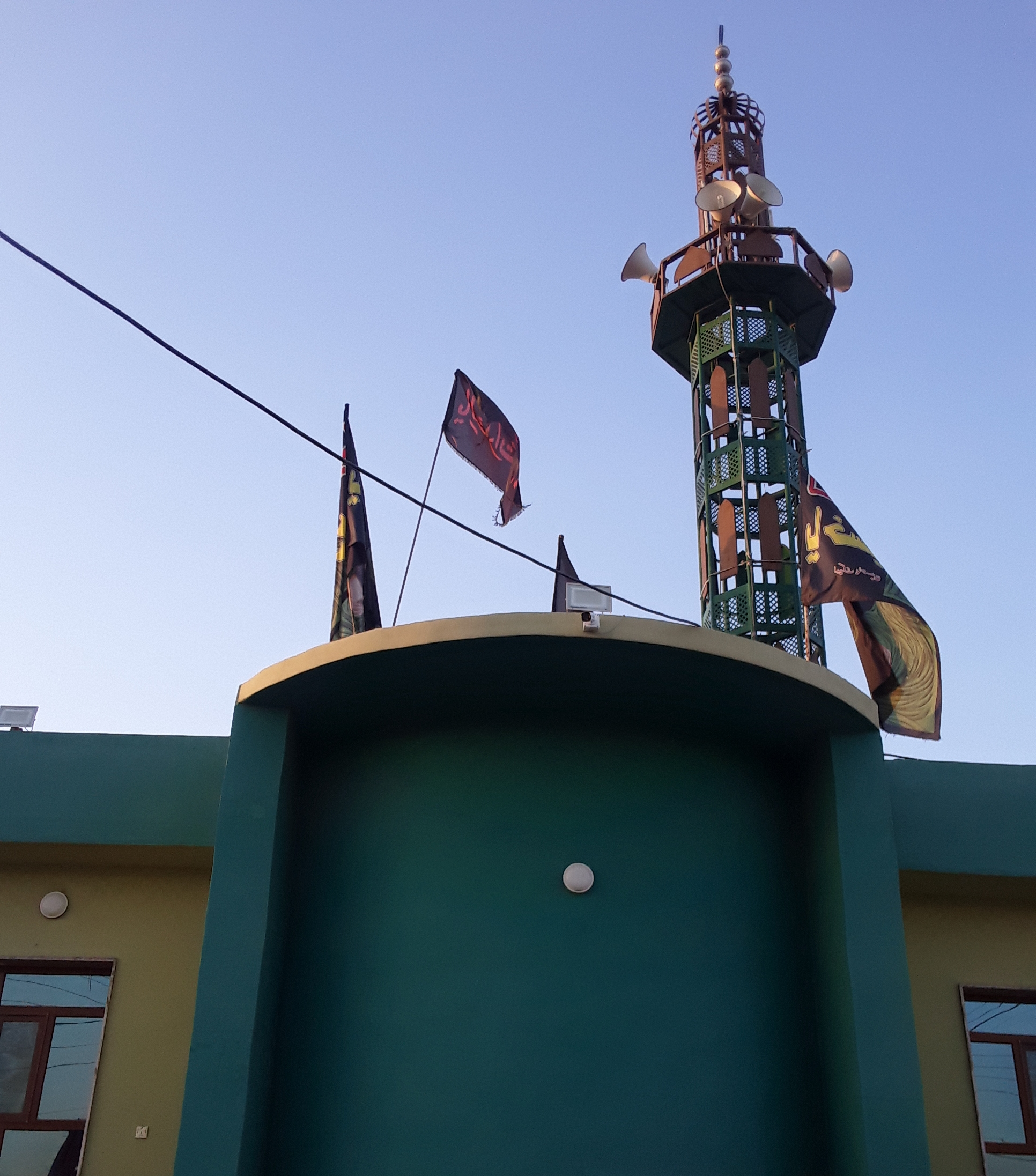
صورة مسجد الموفقية في طهراوه

- مسجد طهراوه
- مسجد الموفقيةصورة مسجد الموفقية في طهراوه
- جامع رسول الاعظم
- حسينية عبدالله رضيع